# Kyocera
Корпорація Кьосера або Кіосера  (англ. Kyocera, яп. 京セラ) — провідний виробник високотехнологічної продукції з головним офісом в японському місті Кіото. Компанія була заснована у 1959 році доктором Кацуо Інаморі як Kyoto Ceramic Co., Ltd. (назва «Кіосера» — скорочення, яке означає «кіотська кераміка»). Сьогодні корпорація володіє представництвами в 68 країнах світу, в яких працює понад 60 000 працівників.
Наразі компанія є світовим лідером з виробництва високотехнологічної кераміки, електронних компонентів, сонячних батарей, стільникових телефонів і офісного обладнання. Стратегічними напрямками діяльності корпорації є: інформація і комунікації, захист навколишнього середовища, покращення рівня життя.

## Історія
Компанія KYOCERA була заснована у 1959 році доктором Кацуо Інаморі. Спочатку компанія мала назву «Kyoto Ceramic Co., Ltd» і зосереджувалася на виробництві тонкої кераміки.
У 1983 році Kyoto Ceramic Co., Ltd придбала японську компанію Yashica і розпочала виробництво фотоапаратів під торговими марками Yashica і Contax.
У 1985 році було представлено портативний компьютер Kyotronic 85 оснащений ЖК-монітором.
У січні 2000 року KYOCERA придбала виробництво фотокопіювальної техніки компанії Mita Industrial, на основі чого було засновано корпорацію KYOCERA Mita.
У лютому 2000 року KYOCERA придбала виробництво мобільних телефонів компанії Qualcomm і створила корпорацію Kyocera Wireless в США.
У 2003 році було створено дочірню компанію Kyocera Wireless India (KWI) у Індії
У 2005 році компанія KYOCERA припинила виробництво фотоапаратів.
У січні 2008 року KYOCERA придбала виробництво мобільних телефонів компанії Sanyo.

## Продукція компанії Kyocera
1. Високотехнологічні вироби з кераміки
  - Тонка кераміка
  - Сонячні батареї
  - Ножі
  - Продукція для медицини та стоматології (зубні імплантати, штучні кістки)
  - Ювелірні вироби
2. Електронні вироби
3. Телекомунікаційне обладнання (стільникові телефони CDMA)
4. Оргтехніка (принтери, копіювальні апарати, багатофункціональні пристрої)
5. Напівпровідники

## Корпорація Kyocera Mita
Корпорація Kyocera Mita утворилася у 2000 році в результаті злиття компанії Kyocera з Mita Industrial, відомим світовим виробником копіювальної техніки. Сьогодні Kyocera Mita займається виробництвом монохромних та повнокольорових мережевих лазерних принтерів, багатофункціональних пристроїв (БФП), широкоформатних інженерних систем та розробкою портфеля програмних рішень для оптимізації документообігу на підприємствах. Головною відмінністю техніки Kyocera є «безкартриджна» технологія друку, основана на використанні фоторецептора підвищеної міцності, який виробляється з аморфного кремнію і характеризується ресурсом до 4 800 000 сторінок для деяких моделей та туби з тонером з ресурсом до 55 000 сторінок. Завдяки високим ресурсам витратних матеріалів та використанню надійних компонентів, техніка Kyocera орієнтована в першу чергу на корпоративний сегмент з високим обсягом друку.
Головний офіс корпорації Kyocera Mita знаходиться в японському місті Осака, а філії, що відповідають за продаж і сервісне обслуговування, розташовані в Америці, Азії та Європі. Крім того, компанія володіє широкою мережею дистриб'юторів та дилерів в усьому світі.

## Kyocera Mita в Україні
Вперше копіювальна техніка Mita була представлена на українському ринку компанією «НТТ Сістем ЛТД» у 1997 році, яка пізніше стала дистриб'ютором компанії Kyocera Mita (після злиття компаній у 2000 році). Завдяки високим показникам надійності та відмовостійкості найбільшим попитом в Україні техніка Kyocera користується у компаніях, які потребують великого обсягу друку та копіювання, наприклад, в логістичних компаніях, в мережах крупних супермаркетів, на промислових підприємствах.